# Československý DX klub
Československý DX klub je zájmové hnutí, sdružuje od 70. let minulého století příznivce hobby, pojmenovaného DX-ing (z angl. distance x - neznámá vzdálenost).

## Vznik a vývoj
Toto zaměření rozhlasových posluchačů (tzv. „DXing“) bylo od počátků rádia spjato s radioamatérskými spolky. Tato činnost však byla tehdejším komunistickým státem považována za nežádoucí a státní moci byla často potírána. První samostatně organizovaný klub vznikl již v roce 1976, řádný spolek Československý DX klub (zkratka CSDXC) byl však registrován až v roce 1990 a sdružuje členy z Česka a Slovenska. Po rozdělení státu o tři roky později se členové rozhodli zachovat původní název.
DXing zahrnuje dálkový příjem rozhlasu a TV, majáků ale též jiných vysílání v celém kmitočtovém spektru. Přestože má dost členů radioamatérskou koncesi, poslechem ostatních radioamatérů se nezabývá (na to jsou jiné kluby), také o pásmech CB a PMR se téměř nic nepíše. Měsíčně vydávaný časopis formátu A5 vycházel od roku 1990 do 2001 pod názvem DX REVUE a od roku 2002 změnil název na RADIO REVUE. Od roku 2010 vychází už jen elektronicky (PDF) a barevně.
RADIO REVUE přináší zprávy a informace o slyšitelnosti vzdálených stanic a změnách v rozvrzích vysílání AM i FM rozhlasu, o českých a slovenských relacích zahraničních stanic, další rubriky informují o nerozhlasových službách (fonický a digitální provoz, radioamatérské a jiné majáky...), o korespondenci se stanicemi a potvrzování příjmu, dále předpovědi šíření radiových vln, FM-TV o příjmu VKV a TV.
Klub vydává publikace a CD. Klub organizuje setkání členů, a tzv. DX kempy (pro poslech na vysokých kopcích nebo v místech, kde není žádné rušení) a exkurze do radiově zajímavých míst.